# 命 (映画)
『命』（いのち）は、柳美里の小説を映画化した2002年の日本映画。
監督は篠原哲雄。製作は、映画「命」製作委員会。東映の配給で2002年9月14日から全国劇場公開された。

## ストーリー
作家の柳美里は1999年の夏、お腹に新たな命を授かった。しかし、お腹の子の父親である男性は妻帯者であり、彼と一緒に暮らす事は不可能であった。
子供を産むべきかどうか悩んだ柳は、かつての恋人であり恩師でもある演出家の東由多加の元を訪れる。柳は高校中退後の16歳の時に東の劇団に所属し女優を志していたが、その後東から「あなたは演じるよりも書きなさい」と文筆の道を勧められ、作家として育ててくれた大恩人であった。
しかし久々の再会も束の間、東は手に施しようのないガンに冒されており、余命いくばくもない状況だと知る。だが東は柳の出産を応援し、病と闘いながら柳の子供の育児をサポートをする事を約束した。こうして柳は東との共同生活をスタートさせる。

## キャスト
- 柳美里…江角マキコ
- 東由多加…豊川悦司
- 鎌田（『週刊ポスト』」編集者）…筧利夫
- 妹（美里の妹）…麻生久美子
- 彼（美里の恋人）…寺脇康文
- 山室（東の主治医）…平田満
- 杉原（美里の主治医）…根岸季衣
- 大岩（外科医）…江守徹
- 皆川…キムラ緑子
- 小島…宮地雅子
- 岡本心…岸谷五朗
- 岡本京子…斉藤由貴
- 母（美里の母）…樹木希林
- 東由多加の愛人…江口ナオ

ほか

## スタッフ
- 製作…谷徳彦、佐藤雅夫、亀井修、青山悌三、奥山郁郎
- 企画…濱名一哉、遠藤茂行
- プロデューサー…伊與田英徳、進藤淳一
- 共同プロデューサー…山下暉人、古川一博、小池康宏
- 製作担当…森太郎
- ラインプロデューサー…坂本忠久
- 監督…篠原哲雄
- 助監督…梅原紀且、中村有孝、小林聖太郎、廣田聡
- 脚本…大森寿美男
- 原作…柳美里 「命」「魂」「生」
- 撮影…浜田毅
- 音楽…村山達哉
- 音楽プロデューサー…田井基良
- 主題歌…安室奈美恵「Wishing On The Same Star」
- 美術…小澤秀高
- 録音…小野寺修
- 照明…渡邊孝一
- 編集…冨田功、冨田伸子
- 記録…松澤一美
- 俳優担当…前島良行
- 製作協力…フィルムフェイス
- 映画「命」製作委員会…TBS、東映、小学館、TOKYO FM、朝日新聞社